# Municipio de Aloha
El municipio de Aloha (en inglés: Aloha Township) es un municipio ubicado en el condado de Cheboygan en el estado estadounidense de Míchigan. En el año 2010 tenía una población de 949 habitantes y una densidad poblacional de 11,31 personas por km².

## Geografía
El municipio de Aloha se encuentra ubicado en las coordenadas 45°29′27″N 84°26′0″O / 45.49083, -84.43333. Según la Oficina del Censo de los Estados Unidos, el municipio tiene una superficie total de 83.87 km², de la cual 76,4 km² corresponden a tierra firme y (8,91 %) 7,47 km² es agua.

## Demografía
Según el censo de 2010, había 949 personas residiendo en el municipio de Aloha. La densidad de población era de 11,31 hab./km². De los 949 habitantes, el municipio de Aloha estaba compuesto por el 91,99 % blancos, el 0,53 % eran afroamericanos, el 3,27 % eran amerindios, el 1,26 % eran asiáticos y el 2,95 % eran de una mezcla de razas. Del total de la población el 0,42 % eran hispanos o latinos de cualquier raza.